# Kurtwood Smith
Kurtwood Larson Smith (New Lisbon, 3 juli 1943) is een Amerikaanse televisie- en filmacteur, vooral bekend als Red Forman van That '70s Show.

## Biografie
Smith is geboren in New Lisbon, zoon van Mabel Annette Lund en George Smith. Hij is opgegroeid in Los Angeles. De moeder van Kurtwood was een fan van een zanger in de jaren 40 die Kurt (of Curt) heette. Ze vond dat de naam "Kurt Smith" te kort was, daarom is er 'wood' bijgevoegd. Smith heeft verteld dat hij hoogstwaarschijnlijk de enige Kurtwood is die er op dit moment bestaat. Kurtwood is in 1964 getrouwd met Cecilia Souza, met wie hij twee kinderen heeft. Hij scheidde in 1974 en in 1988 is hij getrouwd met Joan Pirkle.

### Carrière
Smith is het bekendst door de sitcom That '70s Show, als de vader; Red Forman. Hierin speelde hij van 1998-2006.
Voor That '70s Show speelde hij al veel andere rollen, zoals Clarence Boddicker, de slechterik in de film RoboCop van Paul Verhoeven. Hij speelde ook de rol van strenge vader in Dead Poets Society. Verder heeft hij nog in Star Trek gespeeld, zoals het personage van de president van de federatie in Star Trek VI: The Undiscovered Country. Kurtwood speelt vooral rollen waarin hij een strikt en autoritair personage speelt. Ook heeft hij een paar keer een verschijning gemaakt in Malcolm in the Middle, als schooldirecteur.

## Filmografie
- Soap (1980) ... Jongen bij wasmachine
- Zoot Suit (1981) ... Sergeant Smith
- The Renegades (1982) ... Kapitein Scanlon
- Going Berserk (1983) ... Clarence
- Staying Alive (1983) ... Dansleraar
- The A-Team (1984) ... Slechterik 1
- North and South (tv-miniserie) (1986) ... Col. Hram Berdan
- The Delos Adventure (1986) ... Arthur McNeil
- RoboCop (1987) ... Clarence Boddicker
- The New Adventures of Beans Baxter ... Mr. Sue
- Rambo III (1988) ... Robert Griggs
- True Believer (1989) ... Robert Reynard
- The Nightmare Years (1989) ... Dr. Joseph Goebbels
- Heart of Dixie (1989) ...
- Dead Poets Society (1989) ... Mr. Perry
- 12:01 PM (1990) ... Myron Castleman
- Quick Change (1990) ... Russ Crane/Lombino
- Star Trek VI: The Undiscovered Country (1991) ... Federatiepresident
- Oscar (1991) ... Lt. Toomey, Chicago PD
- Company Business (1991) ... Elliot Jaffe, CIA
- Shadows And Fog (1992) ... Vogels hulpje
- Fortress (1993) ... Directeur van een gevangenis, Poe
- The Crush (1993) ... Cliff Forrester
- Heart and Souls (1993) ... Corrupte handelaar
- Boxing Helena (1993) ... Doctor Alan Palmer
- The Terrible Thunderlizards (1993-1997)... Generaal Galapagos
- Dead on Sight (1994) ... Julian Thompson
- To Die For (1995) ... Earl Stone
- Last of the Dogmen (1995) ... Sheriff Deegan
- Under Siege 2: Dark Territory (1995) ... Generaal Stanley Cooper
- A Time to Kill (1996) ... Stump Sisson
- Broken Arrow (1996) ... Baird
- Citizen Ruth (1996) ... Norm Stoney
- The X-Files (tv 1996)... Agent Bill Patterson
- Shelter (1997) ... Tom Cantrell
- Prefontaine (1997) ... Curtis Cunningham
- Star Trek Voyager (1997) seizoen 4, episode 8 en 9 ... Annorax
- A Bright Shining Lie (1998) ... Generaal Westmoreland
- Deep Impact (1998) ... Otis Hefter
- That '70s Show (tv) (1998-2006) ... Red Forman
- 3rd Rock from the Sun (1999) ... Jacob Solomon
- Girl, Interrupted (1999) ... Dr. Crumble
- Teddy Bears' Picnic (2002) ... William Easter
- Everybody Loves Raymond (2002)... Beroemde honkballer
- Chalkzone (tv) (2005)... Zichzelf
- Malcolm in the Middle (2004)... Directeur Block
- Robot Chicken (tv) (2005)...Verschillende stemmen
- Squirrel Boy (2006)... Robert Johnson
- Medium (2006)... Agent Edward Cooper
- Psych (2007)... Kapitein Conners
- House (2007)... Dr. Obyedkov
- 24 (2008)... Senator Blaine Mayer
- Worst Week (2008)... Dick Clayton
- Cedar Rapids (2011)... Orin Helgesson
- Chaos (2011)... H.J. Higgins
- Green Lantern: The Animated Series (2011)... Shyir Rev (stem)
- Hitchcock (2012)... Geoffrey Shurlock
- Turbo (2013)... Indy CEO (stem)
- Resurrection: A Second Chance (2014)... Henry Langston
- Beware the Batman (2013-2014)... James Gordon (stem)
- Resurrection (2014-2015)... Henry Langston
- Regular Show (2012-2015)... Gene (stem)
- Regular Show: The Movie (2015)... Gene (stem)
- Agent Carter (2016)... Vernon Masters
- Pig Goat Banana Cricket (2016)... boze oude rozijn (stem)
- Netflix Original: The Ranch (2016)
- Monsters at Work (2024)... Alistair Clawbottom (stem)